# Pornograf (film)
Pornograf (fr. Le pornographe) – francusko-kanadyjski dramat erotyczny z 2001 roku w reżyserii Bertranda Bonello, który także napisał scenariusz i był współautorem muzyki z Laurie Markovitch.
Film przedstawia jednoznaczną scenę seksualną z udziałem dwóch aktorów pornograficznych, Ovidie i Titofa. Zdobył nagrodę FIPRESCI w sekcji „Międzynarodowy Tydzień Krytyki” na 54. MFF w Cannes i był nominowany do Brązowego Konia na MFF w Sztokholmie.

## Opis
Jacques Laurent jest byłym reżyserem filmów pornograficznych, działającym niegdyś w latach siedemdziesiątych. Z powodu trudności finansowych będąc na emeryturze wznawia karierę w branży pornograficznej.

## Obsada
- Jean-Pierre Léaud – Jacques Laurent
- Jérémie Renier – Joseph
- Dominique Blanc – Jeanne
- Catherine Mouchet – Olivia Rochet
- Thibault de Montalembert – Richard
- André Marcon – Louis
- Alice Houri – Monika
- Ovidie – Jenny
- Titof – Franck
- Laurent Lucas – Carles

## Opinie
Bartosz Żurawiecki w „Dwutygodniku” porównał postać reżysera granego przez Léauda do Waleriana Borowczyka.